# Ludificació aplicada a la resolució de problemes
S'ha demostrat que la ludificació millora l'habilitat dels estudiants per resoldre problemes. La clau és el disseny d'un entorn d'aprenentatge basat en els videojocs de tal manera que fomenti les habilitats de pensament d'ordre superior. Hi hauria d'haver certs elements del videojoc que afavorissin la resolució de problemes. No tots els videojocs poden ajudar els principiants a convertir-se en experts; no obstant això, els videojocs que contenen els components següents tendeixen a proporcionar un entorn ric en el que els estudiants poden adquirir coneixement i treballar per aconseguir l'expertesa. Els videojocs poden ser simulacions de videojocs individuals, formar part d'una experiència d'aprenentatge d'un món virtual o tenir lloc a l'aula.
John W. Rice, director de tecnologia d'una facultat de Texas, ha dedicat anys de la seva carrera d'investigació als videojocs instructius. En la seva tesi doctoral, se centra en els indicadors d'èxit dels estudiants en els videojocs educatius. Des del 2007, ha fet la crònica de la seva recerca en aquest camp en el seu bloc edugamesresearch.com [citació], ha fet presentacions a conferències capdavanteres en el tema, i ha escrit diversos articles interessants, incloent-hi “Assessing Higher Order Thinking in Video Games”, el qual va aparèixer publicat al Journal of Technology and Teacher Education [citació].
En aquest darrer article, Rice presenta una rúbrica dissenyada per mesurar la probabilitat que té un videojoc educatiu per transmetre habilitats de pensament d'ordre superior als jugadors. L'eina s'anomena “The Video Game Cognitive Viability Index” i ofereix una sèrie de components necessaris per ajudar a assegurar que un videojoc permeti adquirir habilitats de pensament d'ordre superior. No fa falta que tots els components hi siguin presents per fomentar el processament cognitiu, però com més components hi hagi present, més alta serà la probabilitat que el videojoc fomenti el pensament d'ordre superior. Els components també es poden fer servir com a guia per al desenvolupament d'un videojoc que permeti adquirir habilitats de pensament d'ordre superior, com ara la resolució de problemes, la síntesi d'informació i la presa de decisions. Aquesta llista es presenta com una guia per crear un videojoc que permeti assolir aquest tipus d'habilitats.
Amb algunes modificacions, els elements fonamentals de la llista original de Rice es mantenen. A continuació hi ha un sumari de cada component.

## Assumir un rol
Per tal de fomentar les habilitats de pensament d'ordre superior el jugador hauria d'assumir un rol durant el joc, no solament jugar. Assumir un rol significa que l'estudiant ha de pensar de manera activa en les seves accions, decisions i eleccions des d'una perspectiva diferent de la d'ell mateix. Tal com indica Bixler, l'evangelitzador d'Educational Gaming Commons, un jugador ha de tenir alguna cosa a guanyar o perdre en el joc perquè el videojoc siguin important.

## Diàleg significatiu
Per obtenir algun benefici del joc, el jugador ha de participar en un diàleg que sigui significatiu com a part del joc i per a l'alumne. La interacció significativa és una part fonamental d'un joc per a aprendre. Rice aclareix aquest punt dient: “La interacció significativa és important perquè ofereix oportunitats complementàries per pensar. És possible tenir un entorn complex pel qual els usuaris es passegin però amb el qual tinguin poca interacció significativa.” Escriure un guió eficaç i desenvolupar el to i l'enfocament adequats requereix molt de temps, però fer-ho i aconseguir-ho val la pena.

## Un argument complex
Les històries són un element important en els videojocs i són fonamentals per fomentar les habilitats de pensament d'ordre superior. No hem de pensar però, que és el resultat de la història el que facilita l'apranentatge, sinó que aquest procés es dona en el desenvolupament de la mateixa. A mesura que l'estudiant viatja pel fil conductor del videojoc, les decisions que es prenen, els objectes que es trien i les preguntes que es fan o que no es responen, són els moments on sorgeix l'oportunitat d'aprendre. Una història ben dissenyada situa els estudiants en un cas d'estudi que ells no llegeixen passivament, sinó que en son una part integral de l'acció.
La inclusió de l'estudiant com un personatge més de la història li permet examinar de primera mà les variables implicades en la situació. Els estudiants no s'han d'interrogar sobre el que farien en una situació determinada; era estan obligats a prendre part en la situació i necessiten fer una tria.
La història ha de ser prou complexa com per abordar els objectius educatius, i prou rica com per involucrar l'estudiant en el procés. Si la història és prou interessant i el disseny adequadament interactiu, l'estudiant gairebé s'oblida que és un agent extern a la història i esdevé part d'ella, la qual cosa internalitza l'aprenentatge a un nivell molt més profund que solament com quan ho fa de forma passiva, com indica l'experiència de jugar el videojoc "Darfur Is Dying" o "Darfur está muriendo", la qual era molt més probable que donés com a resultat una disposició a ajudar els habitants de Darfur, abans que llegir un text o mirar una altra persona jugar al joc. Participar en un joc és una experiència rica que vincula emocions i interactivitat; que com més complexa sigui la història, més implicarà als estudiants.
Evidentment, la complexitat cal que tingui una finalitat i que estigui relacionada amb el que l'estudiant necessitarà fer en la situació de la vida real. La complexitat sense finalitat no serà eficaç. Però si es fa de manera correcta, la complexitat de la història incentivarà un augment del pensament i la cognició. Una història amb una finalitat incrustrada a la realitat ajuda als estudiants a millorar la comprensió dels factors subjacents que influeixen en el resultat d'una situació i els ajuda a desenvolupar solucions alternatives. Submergir els estudiants en una història ben dissenyada i fer que visquin els esdeveniments i les accions porta a l'aprenentatge d'habilitats de pensament d'ordre superior.

## Reptar l'estudiant
Treballant amb la complexitat de la història, hi ha el nivell de desafiament que se li proposa a l'estudiant. En el cas que un estudiant no superi els reptes que planteja el joc, l'aprenentatge de nivell superior no tindrà lloc. Per tant, el videojoc ha de situar l'estudiant dins d'una situació que siguin desafiats per a ell. El repte pot ser plantejat per: les tasques del joc, altres jugadors que busquen la mateixa recompensa o per les maquinacions d'un personatge no jugador (PNJ). Sigui quin sigui el mecanisme o combinació de mecanismes que es faci servir, el jugador ha de sentir que el joc té un nivell de repte adequat, ni massa alt, ni massa baix.
Per estimular els estudiants a entrar en estat de flux, el joc ha de ser prou difícil per desafiar l'estudiant, però no tan fàcil o senzill com perquè l'estudiant s'avorreixi. Els jugadors milloren ràpidament i el que era un repte fa quinze minuts, pot ser ara ja no ho és. Per assolir nivells d'ordre superior, el videojoc necessitat fer servir el concepte de bastida o scaffolding. El jugador ha de pujar de nivell amb el temps, de manera que se’l desafia cada vegada més a fer servir habilitats de pensament superior.

## Immersió immediata
Els estudiants s'han d'immergir en la situació immediatament quan entren en el videojoc. L'ensenyament tradicional no immergeix els estudiants en l'entorn en què s'han de practicar les habilitats que s'imprateixen a l'aula; en canvi, els videjocs proporcionen aquesta oportunitat i s'ha d'aprofitar. Tradicionalment, la manera com s'ensenya la resolució de problemes en una aula és fer una llista de tots els elements que cal aprendre i després incloure un cas d'estudi o un joc de rol quan ja han passat dos terços del curs. Els videojocs en canvi, ens permeten plantejar un problema dins el qual el jugador tingui un paper crucial. Per a realitzar una millor experiència, cal proporcionar guia i assistència a l'estudiant, quan aquest es trobi amb un obstacle difícil de superar i li estigui impedint seguir avançant. Aquest suport ha de facilitar la resposta, però no donar-la sense cap esforç. S'ha de crear la necessitat de què l'estudiant busqui o requereixi la informació que el professor vol que adquireixi dels PNJs del videojoc, de l'entorn del videojoc o d'altres jugadors; si és un videojoc multijugador. Això crea la motivació i ajuda en la retenció.

## Manipular les variables
Rice afirma que “reajustar les variables fa que els usuaris reajustin la seva comprensió, la qual cosa resulta en un increment de les funcions cognitives”. També és un mètode eficaç de posar de manifest buits en la comprensió de l'estudiant. La naturalesa causa-efecte de les variables és una bona manera de mostrar les relacions de causa-efecte en el si de sistemes complexos o en el si de sistemes en què els inputs no donen com a resultat un feedback o retroacció immediata en la realitat. Ignorar-ho seria com deixar entrar peces defectuoses en una cadena de muntatge i no adonar-se de l'error fins que el producte falla a mans del client final.
Fomentar la manipulació de variables fa que l'estudiant sospesi opcions i realitzi canvis durant el desenvolupament del videojoc. Una precaució, tal com assenyala Bixler, és limitar la sobremanipulació de variables. És important limitar els jugadors de manera que no intentin manipular a l'atzar un conjunt gran de variables d'un sol cop. Aquest és un problema essencial en alguns jocs i simulacions.

## Avatars naturals i la perspectiva de la tercera persona
Quan els avatars s'assemblen als jugadors, la probabilitat d'un canvi de comportament significatiu augmenta. Quan un avatar s'assembla a l'estudiant que representa, les investigacions indiquen que és més probable que el jugador exhibeixi el comportament mostrat en el joc en un futur proper.
La perspectiva és rellevant. Veure’s a un mateix duent a terme accions en tercera persona, sembla que té un impacte més gran que veure’s a un mateix en primera persona. Tal com indica Rice, els entorns en tres dimensions complexos ofereixen als usuaris oportunitats complementàries de processament cognitiu. Els enfocaments i els moviments nombrosos de càmera, milloren les oportunitats d'interacció en el si dels entorns tridimensionals. A més, un entorn 3D proporciona un sentit de presència, una personificació dels estudiants i l'oportunitat de codificar situacions de manera realista en les nostres memòries.

## Interacció amb l'entorn de joc
Com s'ha indicat abans, les interaccions significatives són importants, però poden no ser solament jugador-jugador o jugador amb no jugador; les interaccions també tenen lloc entre el jugador i l'entorn. En la vida real, els jugadors interactuen amb el seu entorn. Aquestes mateixes habilitacions cal que estiguin a l'abast en un entorn de joc per estimular el pensament d'ordre superior. Com assenyala Rice, els videojocs han de permetre que l'estudiant tingui oportunitats de “tenir a la mà”, examinar i manipular els objectes del videojoc, d'interactuar amb ells.
Simplement clicar punts en una pantalla no demana gaire activitat cognitiva, però que et demanin que busquis elements específics o que combinis un o més elements virtuals per crear un tercer o quart element demana habilitats de seqüenciació i de resolució de problemes. L'objectiu és desenvolupar la classe d'entorn que estimula l'aprenentatge additiu per mitjà de la manipulació directa d'elements en el si d'un videojoc. Rice afirma que “un videojoc que demani als usuaris que entenguin la seqüència correcta i la combinació de certs compostos per tal de desenvolupar armes o eines poderoses… fins i tot si la interfície del videojoc és senzilla i intuïtiva” és la classe adequada de joc per fomentar el pensament d'ordre superior.

## Síntesi de coneixement
El coneixement pot ser un element difícil d'incorporar en un videojoc. Però la síntesi és una habilitat d'ordre superior que es valora en moltes situacions. L'habilitat per sintetitzar de manera adequada la informació i fer prediccions o recomanacions, o seguir una línia d'acció és una habilitat valuosa. Els jocs que fomenten la síntesi desenvolupen les habilitats de pensament superior.
L'habilitat d'una persona per sintetitzar un camp de coneixement amb l'habilitat de resoldre problemes és una de les diferències entre un expert i un principiant. L'expert ha sintetitzat coneixement de camp i coneixement de resolució de problemes, mentre que el principiant no ho ha fet.
En el disseny de videojocs, cal esforçar-se per crear tasques, missions i activitats que obliguin l'estudiant a sintetitzar coneixement de fonts diferents. Les investigacions indiquen que l'estructura de coneixements que acumula una persona pot tenir implicacions importants per a la resolució de problemes subsegüent. Per tant, cal considerar acuradament quina classe de problemes d'ordre superior es vol que una persona sigui capaç de resoldre en el futur i estructurar les exigències de síntesi al voltat d'aquests tipus de problemes.

## Entorns autèntics
Això és un avís sobre l'intent de fer servir videojocs simples per ensenyar habilitats de pensament d'ordre superior. Mentre que els videojocs simples tenen el seu lloc en la jerarquia de l'aprenentatge per ensenyar fets, les habilitats d'ordre superior s'ensenyen millor amb videojocs que tinguin una part important d'elements del món real. Això és especialment important quan es té en compte la transferabilitat de l'aprenentatge de l'entorn de joc a la situació real. Cal esforçar-se per crear videojocs que representin de manera fidel situacions que els estudiants es trobaran en el món real.

## Jocs que es puguin tornar a jugar amb resultats diferents
Els videojocs que són complexos i tenen nombrosos camins per completar-se tendeixen a demanar als jugadors un gran nombre d'habilitats de pensament d'ordre superior. S'han de prendre decisions, s'han de considerar opcions i s'han de prendre compromisos a mesura que els estudiants avancen per guanyar el joc. L'entorn és un món obert en que el jugador pot seguir el fil de la història principal o triar embarcar-se en aventures secundàries i prendre part en esdeveniments a l'atzar a mesura que passen. L'ordre no seqüencial del videojoc, i tots els elements esmetats, permeten tornar a jugar al mateix joc moltes vegades perquè els resultats són variables.

## Conclusió
Posar tots els principis anteriors en pràctica dona com a resultat la creació d'experiències d'aprenentatge dinàmiques i engrescadores que fomenten la resolució de problemes i les habilitats de pensament d'ordre superior.